# Graham Cumming
Graham Charles Cumming (ur. 15 stycznia 1941 w Durbanie) – rodezyjski hokeista na trawie, olimpijczyk.
Uczestnik Letnich Igrzysk Olimpijskich 1964, na których reprezentował Rodezję Południową (późniejsze Zimbabwe) w zawodach hokeja na trawie. Zagrał w pięciu z sześciu spotkań fazy grupowej. Były to kolejno mecze przeciwko reprezentacjom: Australii (0–3), Wielkiej Brytanii (1–4), Pakistanu (0–6), Japonii (1–2) i Nowej Zelandii (2–1). We wszystkich spotkaniach zagrał jako lewoskrzydłowy, nie strzelając gola. Drużyna Rodezji zajęła 6. miejsce w grupie, a w końcowym zestawieniu 11. pozycję ex aequo z Belgią (na 15 startujących reprezentacji).